# Helius mirabilis
Helius mirabilis är en tvåvingeart som först beskrevs av Alexander 1914.  Helius mirabilis ingår i släktet Helius och familjen småharkrankar. Inga underarter finns listade i Catalogue of Life.